# Czajki (gmina w województwie lubelskim)
Czajki (1867-1877 oraz od 1973 Kraśniczyn) – dawna gmina wiejska istniejąca w latach od XIX wieku do 1954 na Lubelszczyźnie. Siedzibą władz gminy były początkowo Czajki, a następnie Kraśniczyn.
Gmina Czajki powstała w 1877 roku w Królestwie Polskim, w powiecie krasnostawskim w guberni lubelskiej z obszaru dotychczasowej gminy Kraśniczyn. Była jedną z 14 (12) gmin wiejskich powiatu (w latach 1912–1915 jako część guberni chełmskiej). W 1880 roku liczyła 4008 mieszkańców. Gmina składała się z miejscowości: Aleksadrowski Kraśniczyn, Augustówka, Anielpol, Bończa, Brzeziny, Boniecka Wola, Czajki, Chełmiec, Drewniki, Franciszków, Kraśniczyn, Kraśniczyńska Wola, Łukaszówka, Olszanka, Stara Wieś, Surhów, Surhowski Majdan, Wojciechów, Zalesie, Zalesie Majdan i Żułów.
W 1919 roku gmina weszła w skład woj. lubelskiego. W 1921 roku składała się z 31 miejscowości i liczyła 7112 mieszkańców. Podczas okupacji gmina należała do dystryktu lubelskiego (w Generalnym Gubernatorstwie). Po wojnie powołano do życia Radę Narodową w Czajkach. Według stanu z dnia 1 lipca 1952 roku gmina Czajki składała się z 20 gromad.
Jednostka została zniesiona 29 września 1954 roku wraz z reformą wprowadzającą gromady w miejsce gmin. Po reaktywowaniu gmin z dniem 1 stycznia 1973 roku gminy o nazwie Czajki nie przywrócono, utworzono natomiast jej odpowiednik, gminę Kraśniczyn.